# داستین براون (ورزشکار)
داستین براون (انگلیسی: Dustin Brown؛ زادهٔ ۴ نوامبر ۱۹۸۴) بازیکن هاکی روی یخ اهل ایالات متحده آمریکا است.
وی همچنین برندهٔ جوایزی همچون جام استنلی شده‌است.